# Rue du Puits (Strasbourg)
Pour les articles homonymes, voir Rue du Puits.
La rue du Puits (en alsacien : Brunnegass) est une voie de Strasbourg rattachée administrativement au quartier Gare - Kléber, qui va du no 3 de la rue de l'Ail au no 10 de la rue des Serruriers.

## Toponymie
Les premières appellations connues, Vikus zu dem Brunken (1278), Hern Brunken Gesselin (1277, 1303), Brunkengasse (1371,1478), Brunkengesselin (1397, 1427, 1466, 1506), font écho à un certain Egelolf Brunco cité dès 1253, qui possédait plusieurs biens dans la principauté épiscopale de Strasbourg sous Henri II de Veringen. De là viendrait le nom Brunngasse, devenue « rue du Puits ». 
Celles du XIVe siècle, Hern Erlinsgasse (1322), Erlinsgasse (1357), font référence à l'écolâtre Johann Erlin, qui fut l'un des premiers architectes de l'église Saint-Thomas de Strasbourg et qui habitait au no 1 (Zum Erlin). Selon Adolphe Seyboth, le puits dont il est fait mention par la suite pourrait être un puits communal adjacent nommé Kettenburne en 1324.
La rue porte ensuite les dénominations suivantes : Kettengasse (1466), qui peut-être traduit par « rue de la Chaîne », ou encore faire référence à la famille Kettener qui a fondé un béguinage au XIVe siècle, puis rue du Puits (1681), rue de la Modestie (1794) sous la Révolution, rue du Puits (1823), impasse du Puits (1856),  Brunnengasse (1870, 1940), à nouveau rue du Puits (1918, 1945).

## Histoire

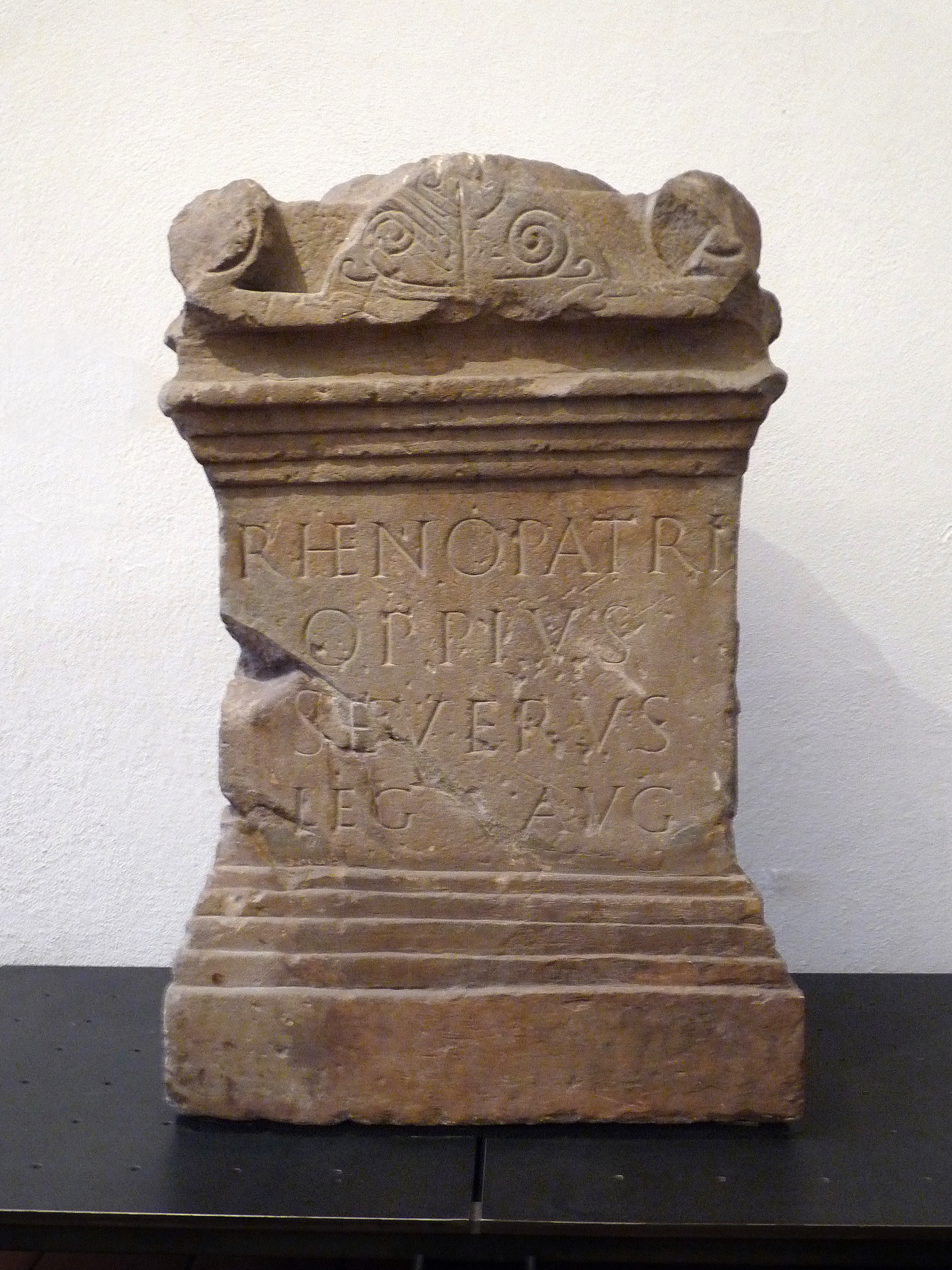
Autel votif dédié au père Rhin découvert en 1968 par J.J. Hatt.

Après Robert Forrer, qui avait déjà signalé des murs et des sols romains dans la rue des Serruriers, la rue de la Chaîne et la rue du Puits et les attribuait à des thermes légionnaires, Jean-Jacques Hatt reprend des fouilles dans les années 1950 et 1960.
En 1968 il découvre dans la rue du Puits un chapiteau corinthien et un autel votif dédié au Père Rhin. En grès rose, l'autel de section quadrangulaire, dont la date est estimée vers 131, est gravé en façade de l'inscription suivante : « RHENO PATRI / OPPIUS / SEVERUS / LEG. AUG. », c'est-à-dire « Au Père Rhin. Oppius Severus, légat d'Auguste».

Ces trouvailles ont conduit Jean-Jacques Hatt à penser qu'il existait entre la rue de la Chaîne et la rue du Puits une schola des nautes du Rhin et un sanctuaire dédié au père Rhin.
L'autel votif et le chapiteau sont conservés au musée archéologique de Strasbourg.
Par ailleurs, la découverte, dans le puits qui contenait l'autel d'Oppius Severus, d'un déchet de verre suggère qu'un atelier de verrerie se trouvait dans la rue ou aux alentours. La transparence de ce verre incolore, sa forme en entonnoir, permettent de le dater du IIIe siècle.

## Bâtiments remarquables
- no 1 : Anciennement Zum Erlin, l'édifice faisait partie du no 2 de la place Saint-Thomas au XVIe et au XVIIe siècle. Le docteur Émile Kuss, maire de Strasbourg, y habitait au moment de la guerre de 1870[4].
- no 2 : À l'angle du no 3 de la rue de l'Ail, la maison Renaissance, à arcades et colombage, a été partiellement reconstruite à la fin du XVIe ou au début du XVIIe siècle[9]. Sa façade principale et l'oriel Renaissance (1591) donnant sur la rue du Puits font l'objet d'une inscription au titre des monuments historiques depuis 1934[10].

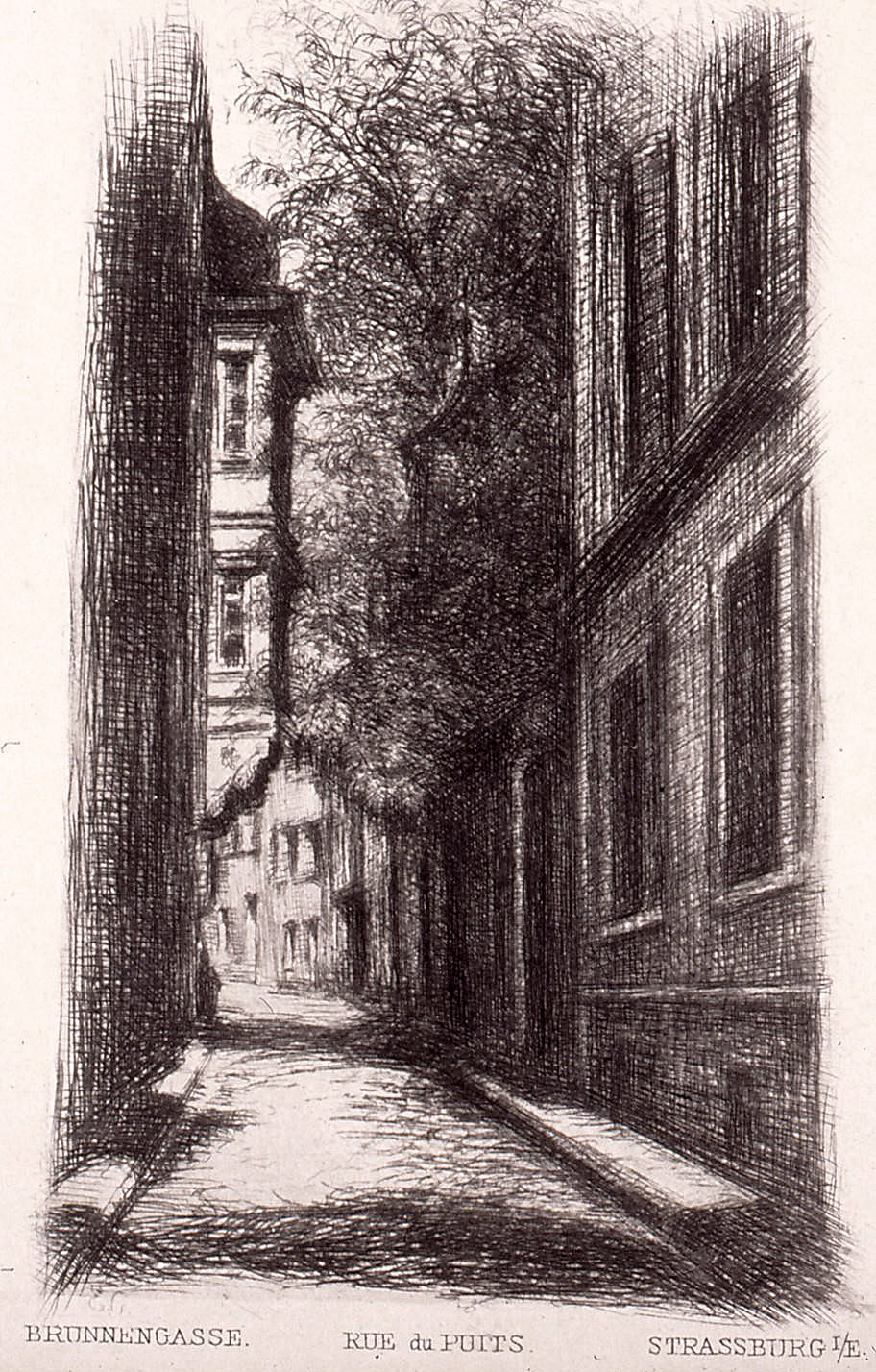
Élise Gérold, 1880.
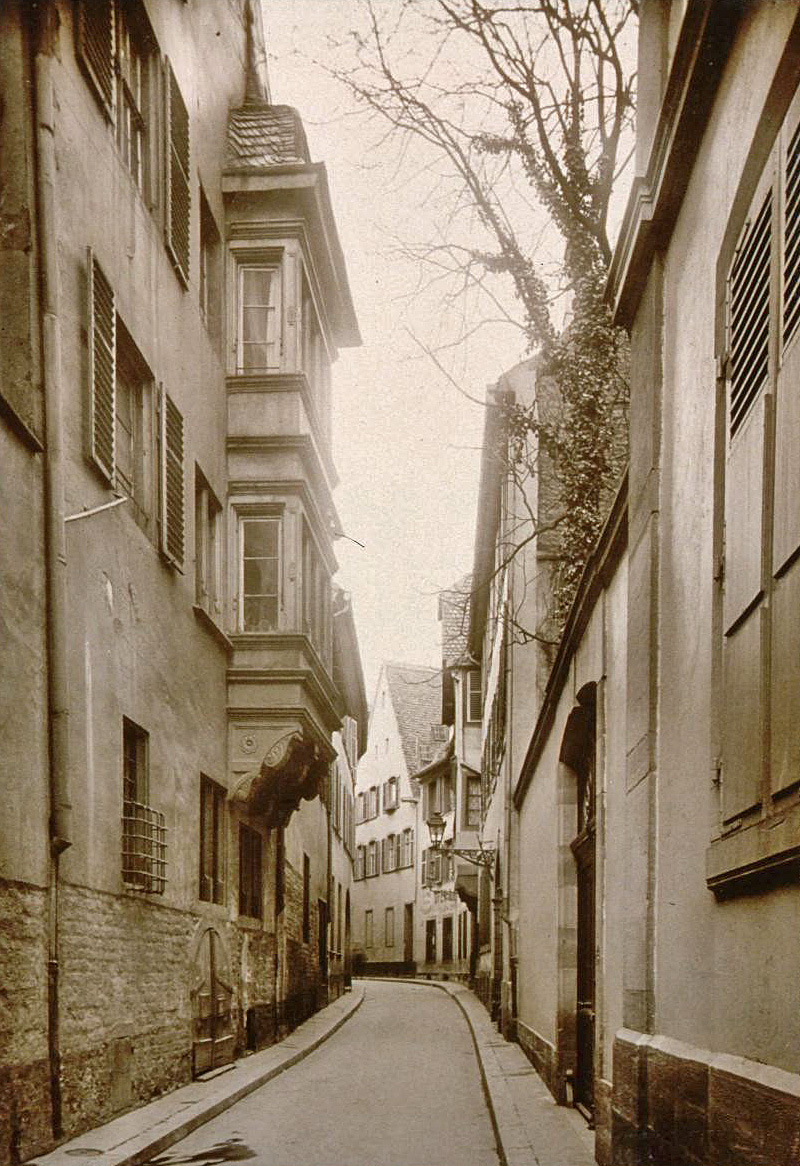
Début du XXe siècle.
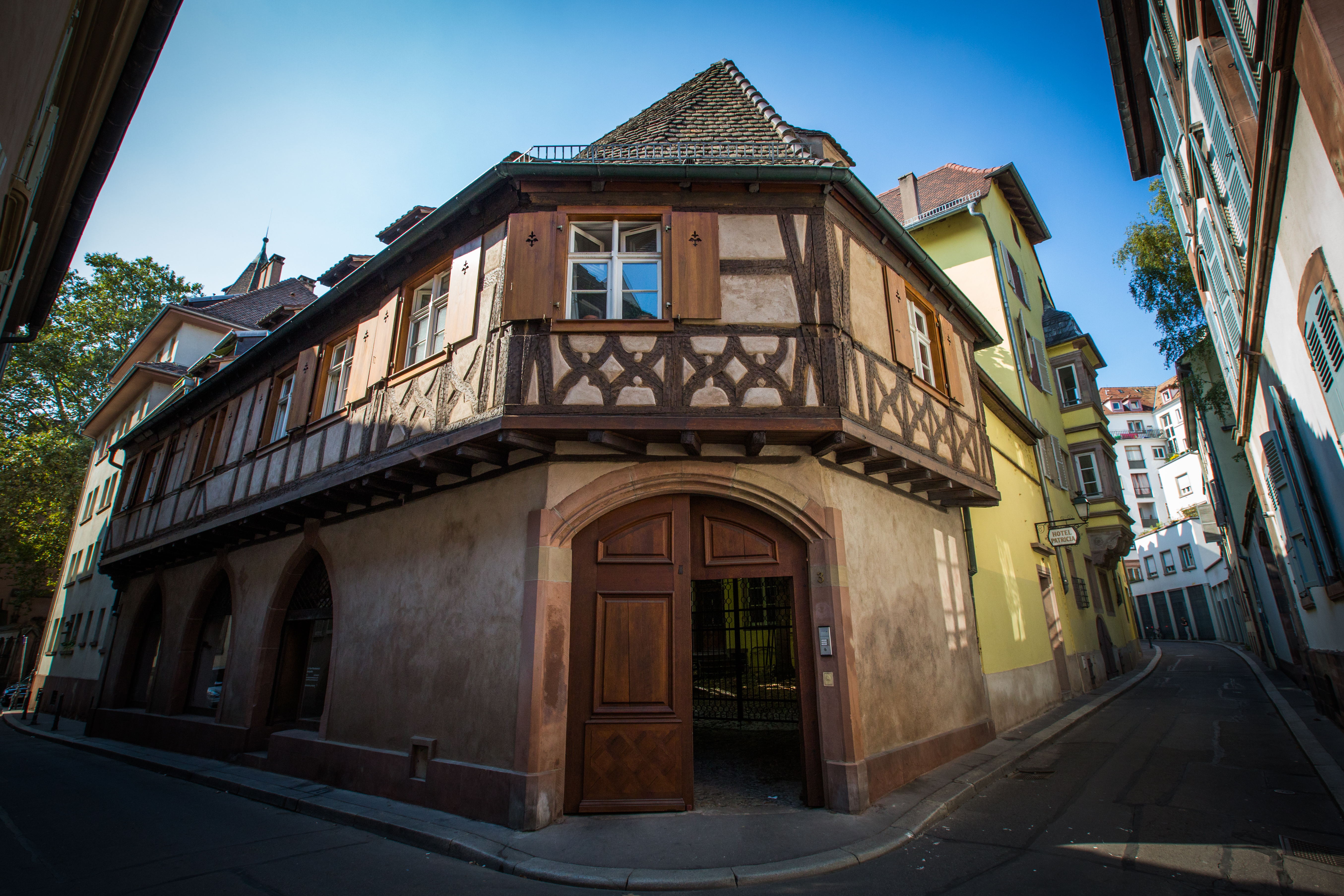
Maison d'angle, avec la rue de l'Ail à gauche et la rue du Puits à droite.

- no 3 : La maison, qui appartient à des potiers depuis le XVIIe jusqu'au milieu du XIXe siècle, porte le no 3, tant selon l'ancienne numérotation (1784-1857) que dans la nouvelle[11].
- no 4 (anciennement no 6) : Les premiers titres de propriété remontent à 1625. La porte cochère et le premier étage datent du milieu du XVIIIe siècle. Un deuxième étage est ajouté en 1879[12].